# Fahlcrantz
Fahlcrantz är en svensk släkt, som härstammar från Dalarna. Den förste kände släktmedlemmen var Erik Göransson, som härstammade från Stora Tuna socken, och kom till Falu gruva som arbetare. Från sin födelseort, Falun, upptog hans son klockaren i Munktorp Hans Fahlcrantz (1710–1768) namnet.

## Personer med efternamnt Fahlcrantz
- Axel Fahlcrantz (1851–1925), konstnär
- Axel Magnus Fahlcrantz (1780–1854), skulptör
- Carl Johan Fahlcrantz, flera personer
  - Carl Johan Fahlcrantz (konstnär)(1774–1861), konstnär
  - Carl Johan Fahlcrantz (bokförläggare) (1849–1915), bokförläggare
  - Carl Johan Fahlcrantz (skådespelare) (1892–1964), skådespelare
- Carl Robert Fahlcrantz (1778–1833), teckningslärare och konstnär
- Christian Fahlcrantz (1898–1959), ämbetsman
- Christian Alfred Fahlcrantz (1835–1911), skolman
- Christian Eric Fahlcrantz (1790–1866), biskop
- Eva Fahlcrantz (född 1946), keramiker och formgivare
- Greta Fahlcrantz (1889–1978), målare och skulptör
- Gustaf Edvard Fahlcrantz (1850–1925), jurist
- Wilhelm Fahlcrantz (1859–1936), ämbetsman